# Shamshi-Adad V
Shamshi-Adad V var kung i Assyrien 824–811 f.Kr. Han var son till Salmanassar III, och far till Adad-nirari III. Shamshi-Adad V var gift med Sammu-ramat (som tros vara den samma som den legendariska drottningen Semiramis).

## Välde
Shamshi-Adad V:s välde inleddes med inbördeskrig, redan 826 f.Kr. hade hans bror Assur-danin-pal inlett ett uppror i ett försök att ta tronen från deras åldrige far Salmanassar III. Inbördeskriget varade fram tills 820 f.Kr. när Assur-danin-pal slutligen besegrades av Shamshi-Adad. Salmanassar själv avled av ålder 824 f.Kr. och Shamshi-Adad tillträdde då tronen. Inbördeskriget var förödande för Assyrien som försvagades av stridigheterna och landet skulle inte komma att hämta sig förrän Tiglath-Pileser III:s reformer.
Under sin tid som kung genomförde Shamshi-Adad endast en större kampanj som var riktad mot södra Mesopotamien och Babylon. 814 f.Kr. segrade han i slaget vid Dur-Papsukkal mot en kombinerad armé av araméer och babylonier under den babyloniske konungen Marduk-balassu-iqbi. Segern fick Babylonien att än en gång underkasta sig det assyriska imperiet och Samshi-Adad mottog tributer från flera babyloniska städer. Skatterna fördes därefter till Assyrien.